# Emilio de Ojeda y Perpiñán
Emilio de Ojeda y Perpiñán (Sevilla, 29 de juliol de 1845-Biarritz, 4 de juny de 1911) va ser un polític i diplomàtic espanyol.

## Biografia
Després d'acabar estudis de Dret, va ingressar en la Carrera Diplomàtica. El 1864 va prendre possessió del seu primer destí, a la Xina. Després fou destinat a la Santa Seu (1869-1872), Secretari en la Legació a Tòquio (1869), secretari de segona a Roma (1877), de primera a Londres (1879), cònsol general a Bolívia (1882), Montevideo (1883), Lima (1884) i Buenos Aires (1888), i Ministre plenipotenciari a Atenes (1889) i al Marroc (1902). Fou secretari de la Delegació Espanyola que va intervenir en la signatura del Tractat de París que, en 1898, va posar fi a la guerra de Cuba. Subsecretari del Ministeri d'Estat, va ser  ministre d'Estat interí en quatre ocasions: en 1905 dues vegades, i en 1906 unesaltres dues. El 1906 fou nomenat ambaixador davant la Santa Seu, càrrec que va exercir fins a la seva mort.